# Les Chapeaux noirs
Os chapéus negros, é o álbum Nº 3 da série regular de BD das personagens Spirou e Fantásio. Lançado em 1952, o álbum é uma "colectânea" com uma história longa, "Os chapéus negros" e três histórias curtas, "Como uma mosca no tecto", "Spirou e os homens-rãs" e  "Mistério na fronteira", Todas elas publicados entre 1949-50 no Jornal Spirou.
O título baseia-se nas experiências de Franquin nos E.U.A., quando se juntou a Jijé e Morris a uma viagem para absorver a cultura Americana. Enquanto Jijé e Morris recolhiam uma grande quantidade de material para a sua série western Jerry Spring e Lucky Luke, Franquin limitou o seu trabalho à criação da história "Les chapeaux noirs". Assim que a terminou, começou logo a trabalhar em "Mystère à la frontière", uma história sobre uma droga bastante inofensiva, da qual partiu para a criação de "Il y a un sorcier à Champignac". Uma vez que esta história se tornou no lançamento da série, este seu último trabalho marca o fim das história curtas de Spirou.

## Resumo

### Os chapéus negros, Franquin (1950)
Spirou e Fantásio vão em missão para o "Le Moustique" visitar o Far West para ver se ainda existem cowboys. Ao chegarem ficam desanimados, pois em vez de cowboys encontram uma civilização de betão e gasolina. No entanto, encontram um homem que os leva a Tombstone, uma cidade onde ainda existem cowboys. O xerife nomeia-os seus ajudantes, para a sua profunda consternação, mas Spirou e Fantásio conseguem neutralizar todos os bandidos. Quando decidem ir embora, o xerife recusada, mas eles vão-se embora à mesma. O xerife vai no seu encalço e bloqueia-os num canyon, mas o homem que os tinha levado para Tombstone intervém e explica-lhes que tudo aquilo não era mais do que a rodagem de um filme...

### Como uma mosca no tecto, Jijé (1949)
Spirou é confrontado com o seu estranho vizinho, Abdaka Abraka capaz de levitar pessoas conseguindo fugir-lhe. Mas o mágico utiliza os seus poderes para roubar bancos e Spirou e Fantásio resolvem impedi-lo e fazem-no acreditar que tinha perdido o seu dom, fazendo com que enlouqueça, acabando por ser enviado para o asilo com o Professor Samovar.

### Spirou e os homens-rãs, Jijé (1951)
Spirou e Spip apanham o comboio para ir ter com Fantásio a uma aldeia do Mediterrâneo, Cassis-sur-Mer, onde comprou um barco e tem um pequeno negócio de turismo marítimo. Mas, nessa noite, o barco foi afundado por piratas. Ao procurarem um esconderijo, eles acabam por se envolver em uma perigosa aventura marítima.

### Mistério na fronteira, Franquin (1950)
Spirou e Fantásio, investigam um caso sobre o contrabando, para a Bélgica, de um novo fármaco, a "Hicoine". Na sua investigação descobrem os meios que os contrabandistas utilizam. Depois de alguns contratempos, conseguem fazer com que o inspector "Coutsan", encarregue do caso, acredite neles. Os bandidos tentando fugir, mas Spirou e Fantasio provocam um acidente e capturam-nos.

## Personagens

### Principais
- Spirou
- Fantásio
- Spip

### Secundárias
- Professor Samovar
- O xerife de Tombstone (primeira aparição na série regular)
- Jack o Gigante (primeira aparição na série regular)
- Abdaka Abraka (primeira aparição na série regular)
- O fugitivo (primeira aparição na série regular)
- O Policiar Coutsan (primeira aparição na série regular)

## Edições

### Original
- Les Chapeaux Noirs, Franquin - Jornal Spirou - N.º 617 (09.02.1950) ao 635 (15.06.1950); 19 pranchas.
- Comme une mouche au plafond, Jijé - journal Spirou - N.º 575 ao 588.
- Spirou et les hommes-grenouilles, Jijé - journal Spirou - N.º 686 ao 692.
- Mystère à la Frontière : Jornal Spirou - N.º 636 (22.06.50) ao 652 (12.10.50); 17 pranchas.
- Álbum n.º 3, "Les Chapeaux Noirs (+Mystére à la Frontiére - Franquin + Les Hommes Grenouilles - Jijé + Comme une Mouche au Pafond - Jijé) © Dupuis 1952"

### Em Portugal
- Editado pela Editora Publica com o nome Os chapéus negros em Outubro de 1981.

## Referencias
1. (em francês) Jijé no Spirou - BDoubliées
2. (em francês) Franquin no Spirou - BDoubliées
3. (em português)BD Portugal (album index)